# Diadegma densepilosellum
Diadegma densepilosellum là một loài tò vò trong họ Ichneumonidae.